# Rhynchosia

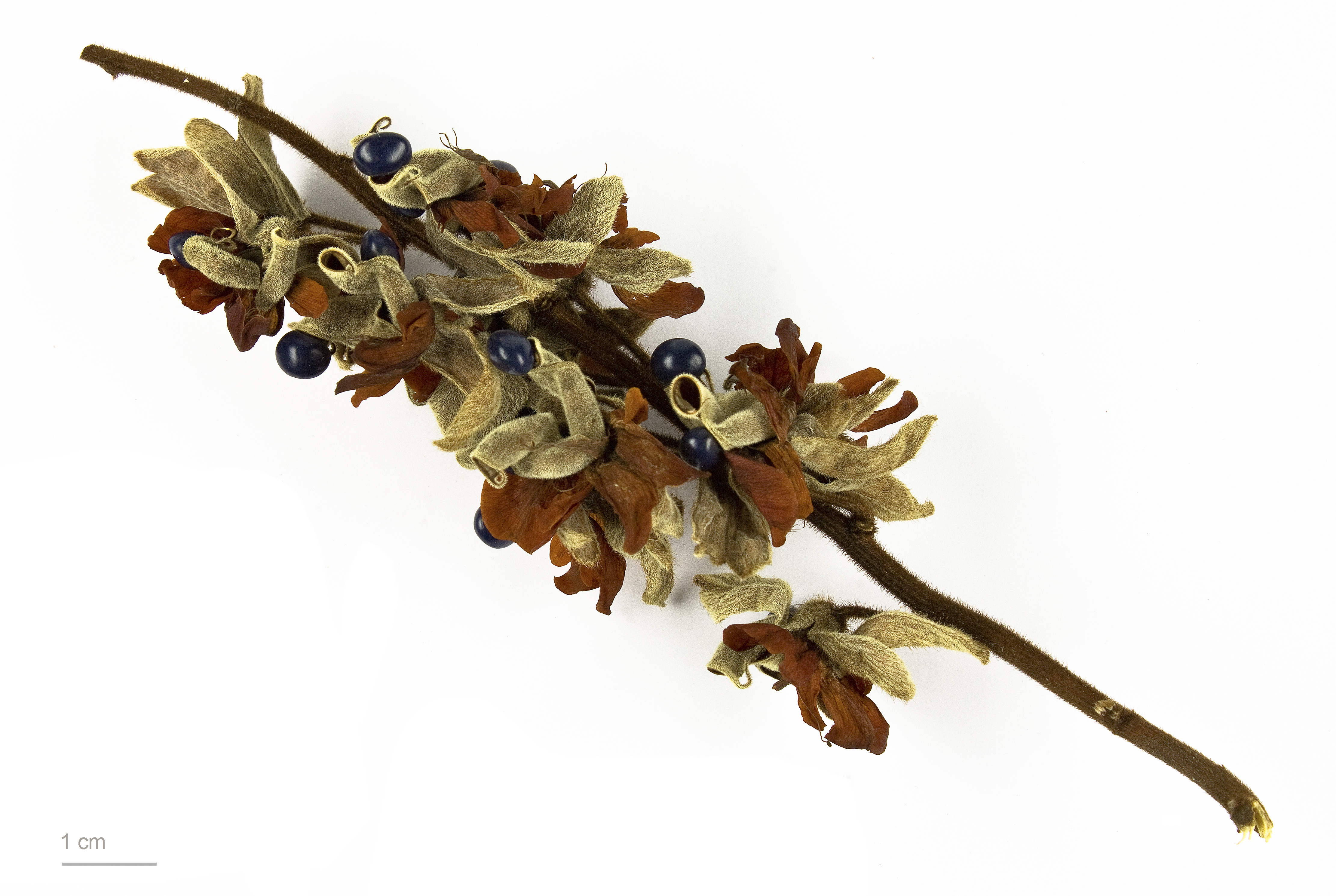
Rhynchosia hirta

Rhynchosia (Snoutbean) là một chi thực vật có hoa trong họ Fabaceae.

## Hình ảnh

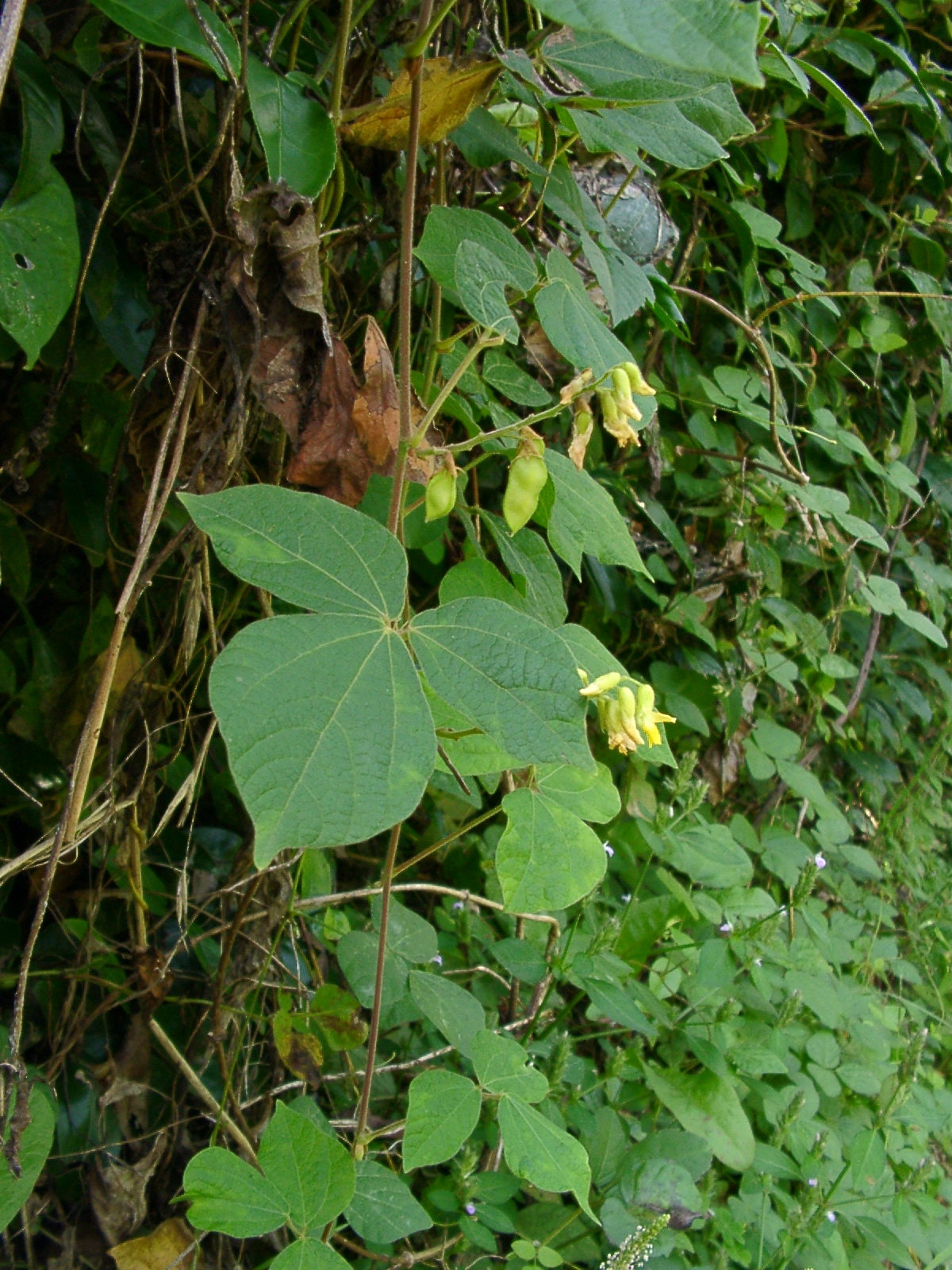
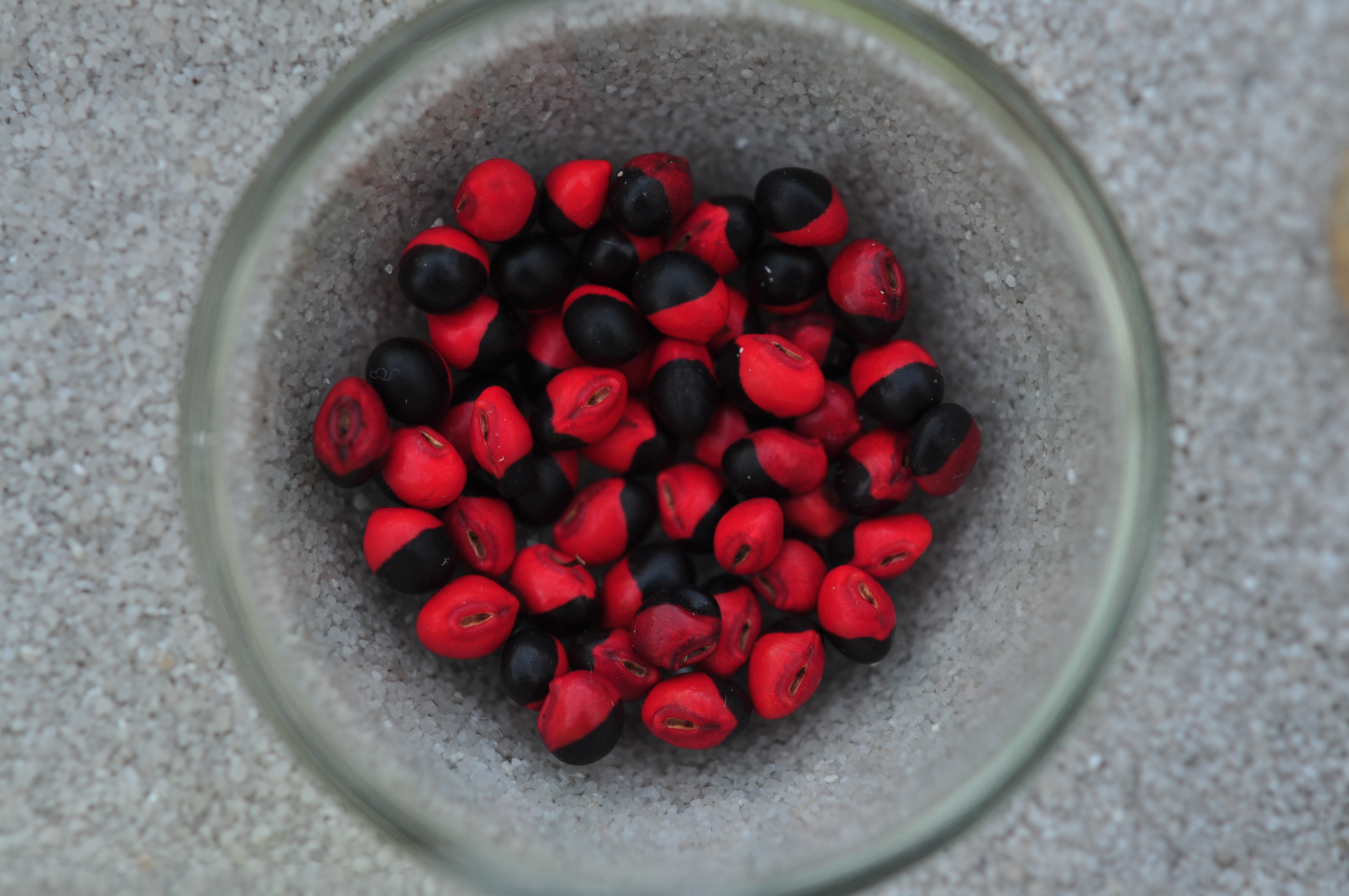
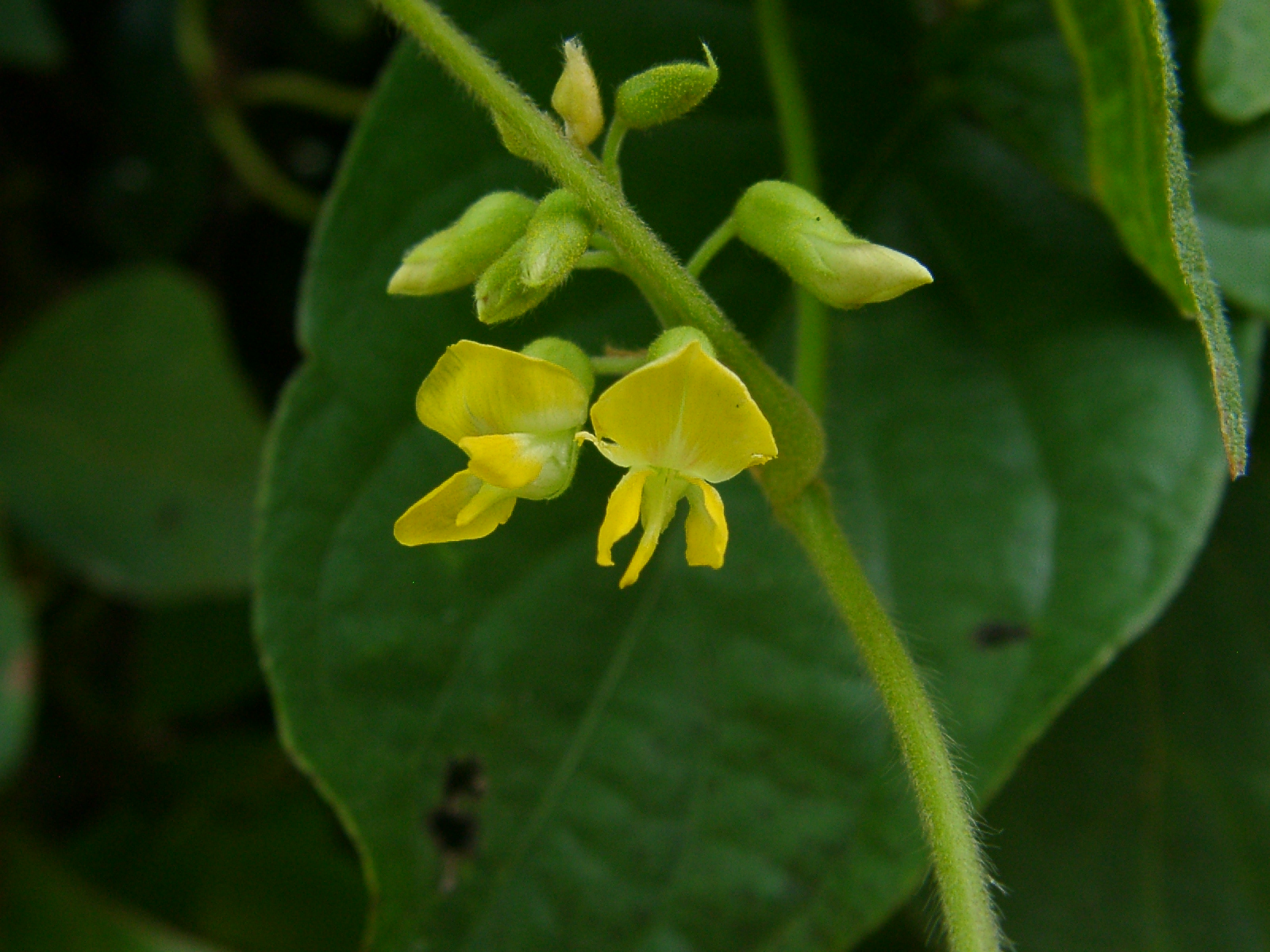
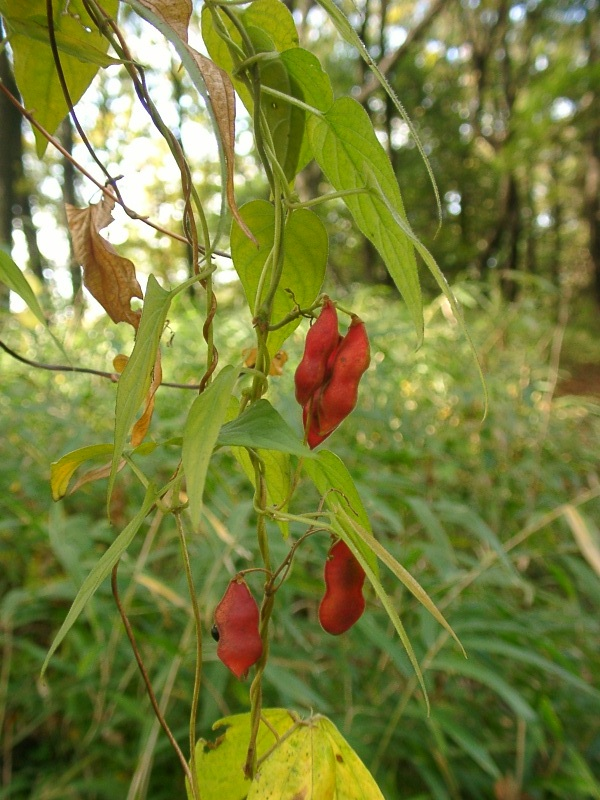

## Các loài
Chi này gồm các loài:
- Rhynchosia americana
- Rhynchosia calosperma
- Rhynchosia caribaea
- Rhynchosia chapmanii[3]
- Rhynchosia chimanimaniensis[3]
- Rhynchosia cinerea
- Rhynchosia cytisoides
- Rhynchosia densiflora
- Rhynchosia difformis
- Rhynchosia edulis
- Rhynchosia latifolia
- Rhynchosia lewtonii
- Rhynchosia malacophylla
- Rhynchosia michauxii
- Rhynchosia minima
- Rhynchosia parvifolia
- Rhynchosia phaseoloides
- Rhynchosia precatoria
- Rhynchosia reniformis
- Rhynchosia reticulata
- Rhynchosia senna
- Rhynchosia stipitata[3]
- Rhynchosia sublobata
- Rhynchosia swartzii
- Rhynchosia tomentosa
- Rhynchosia totta
- Rhynchosia wildii[3]